# Antonio Gasbarrini
Antonio Gasbarrini (Civitella del Tronto, 29 marzo 1882 – Bologna, 15 novembre 1963) è stato un medico italiano.

## Biografia
Gasbarrini rimase orfano di padre in età scolare ma riuscì comunque a proseguire gli studi classici, diplomandosi al Liceo Classico "M. Delfico" di Teramo con nove in tutte le materie. Grazie a questi ottimi risultati poté accedere gratuitamente all'Università e laurearsi a Siena nel 1908 con menzione di lode. Il forte e costante desiderio per l'apprendimento lo portò ad essere assistente dei più grandi maestri del XX secolo in diverse città d'Italia. È stato infatti al fianco di Golgi e di Forlanini a Pavia nel 1911, di Ceconi a Torino, di Bignami a Roma e poi per molti anni dello Zoja nelle Università di Sassari, Parma e Pavia.
Durante quest'ultimo periodo partecipò e fu vincitore di vari concorsi a cattedra così che nel 1923 ebbe l'incarico di Patologia Medica a Bologna. Poco dopo fu titolare della stessa materia a Siena per poi essere richiamato nel 1924 a Bologna. L'affermazione della sua attività di Maestro fu così rapida e brillante che nel 1931 fu nominato direttore sia nella Clinica Medica di Bari che in quella di Padova, scegliendo però la seconda. Pur essendo Padova una sede di ottimo livello, dopo nove anni accettò nuovamente il trasferimento a Bologna, dato che questa città aveva continuato ad esercitare su di lui un'attrazione invincibile. Qui rimase sino alla sua andata a riposo per limiti di età alla fine del 1952. Morì a Bologna a 81 anni, il 15 novembre 1963.. Sua moglie, Elisabetta Tinozzi nata a Napoli nel 1899 e morta a Bologna nel 1998, laureata in lettere e fine scrittrice è stata tra le fondatrici dell'Antoniano di Bologna. Ha avuto 2 figli, Maria Adelaide (1935-2025)  e Giovanni (30 agosto 1936) medico e cattedratico anche lui ha insegnato Medicina Interna ed è stato Clinico Medico nelle Università di Bologna e di Chieti ed alla Cattolica di Roma.
Abruzzese di nascita rimase sempre legatissimo alla sua terra di origine. Nonostante il lungo peregrinare in varie sedi universitarie prestigiose (Bologna, Padova, Siena, Sassari) rimase abruzzese nel profondo del suo animo. La sua casa di Giulianova, Villa Dulcis, è stata il ritrovo di intellettuali, poeti, scrittori, amici e solo in essa lui si sentiva realmente a "casa".
Amava la gente semplice come lui e per tutti è sempre stato "Lu mi' Prufesso'". Un Maestro elementare di Spinetoli (Marche), suo paziente, amava raccontare un aneddoto. Il Professor Gasbarrini, finita la visita, gli disse: “Per vivere bene e a lungo tenga al caldo lo stomaco, i reni e i piedi, beva molte spremute d’arancia e condisca il tutto con un pizzico di buonumore.” Quel Maestro si chiamava Elio Lelli.

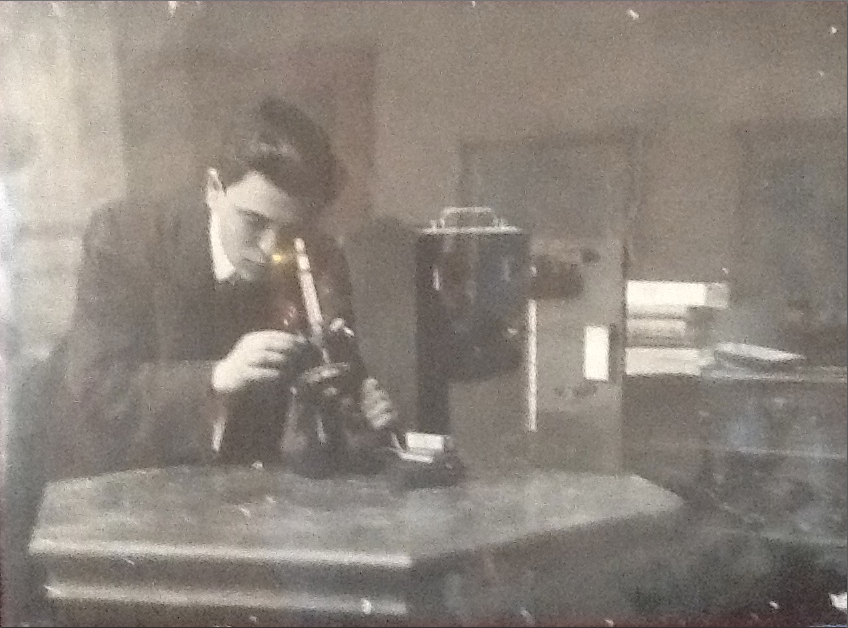
Antonio Gasbarrini all' età di 27 anni guarda al microscopio del maestro Golgi

## Produzione scientifica
La produzione scientifica di Antonio Gasbarrini è raccolta in oltre 280 lavori. Clinico Medico dall'enorme cultura e dalla profonda umanità, egli coltivò con passione tutti i campi della medicina interna, ma con particolare interesse quello delle malattie dell'apparato digerente e del fegato. Attraverso le sue ricerche infatti riuscì a dare un eccezionale impulso alla Gastroenterologia, ponendo le basi di quello che tuttora rappresenta il settore più sviluppato della medicina interna bolognese.
Fu tra i fondatori della Societa' Italiana di Gastroenterologia (SIGE), di cui fu il primo Presidente. 
I primi lavori della sua carriera furono prevalentemente incentrati sulla sierologia e la chimica clinica come i sieri eterogenei e la vaccinoterapia. Successivamente riuscì a diagnosticare il cancro primitivo della papilla di Vater e a svolgere un gruppo di lavori sulla echinococcosi. Non va dimenticato l'importante Trattato di Clinica Medica che egli stesso ha redatto e altri studi specifici che affrontò sulle parassitosi intestinali, sulla patologia delle vie biliari, sugli itteri e sulle malattie epatospleniche.. Fu tra i primi ad ipotizzare e descrivere la Steatoepatite Non Alcolica come malattia su base dismetabolica.

## Onorificenze e riconoscimenti

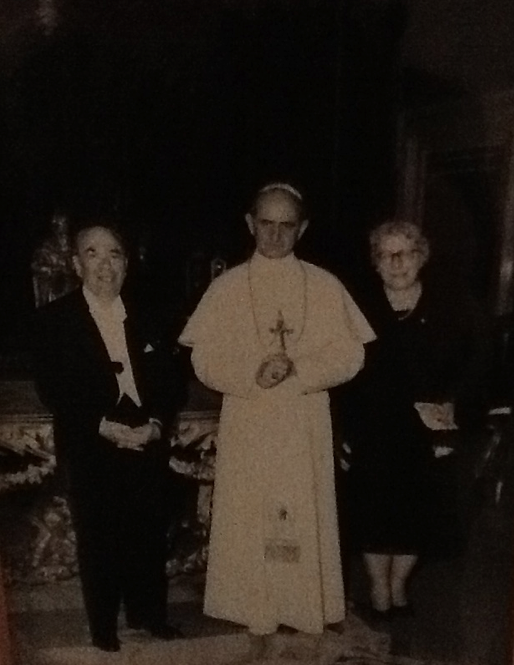
Antonio Gasbarrini con la moglie e papa Paolo VI

Antonio Gasbarrini fu promotore e animatore di moltissime attività ed iniziative, di associazioni e congressi. Fu infatti fondatore della Società Italiana di Gastroenterologia (SIGE) e presidente per molti anni della Associazione Italiana di Medicina Interna Tosco-Umbro-Emiliana, dell'Associazione Italiana di Cardiologia Romagnola e Marchigiana, membro d'onore della Società svedese di Gastroenterologia, stella d'oro al merito sia della Scuola e che della Sanità. Anche fondatore e presidente della Società medica degli Abruzzi, presidente negli anni 1945-1947 della Società medico-chirurgica di Bologna, a cui teneva di più insieme alla Società di Gastroenterologia che diresse dal 1948 fino alla sua morte.
Inoltre fece parte per molti anni del Consiglio superiore di sanità pubblica e della commissione direttiva per la istituzione della facoltà medica dell'Università Cattolica del Sacro Cuore fondata da Agostino Gemelli. Con quest'ultimo aveva avuto una così stretta vicinanza da potergli dare consigli, suggerimenti e collaborazione nel costruire il primo nucleo della nuova università a Roma ed essere quindi cofondatore spirituale.
Venne posto all'attenzione del mondo per aver svolto le funzioni di archiatra di ben tre papi: a Pio XII cambiò radicalmente la cura, diagnosticando senza l'ausilio di radiografie ma solamente coi dati clinici e anamnestici la causa di un fastidioso e ricorrente singhiozzo, cioè un'ernia iatale; ha assistito Giovanni XXIII fino all'ultimo battito del polso; aveva curato anche Paolo VI, quando questi era in Segreteria di Stato.

## Pubblicazioni scientifiche
- Esame critico delle più importanti acquisizioni fatte durante la guerra nel campo delle vaccinazioni, pp. 104, Tipografia Cooperativa, Pavia, 1920